# Alcathoe (bướm đêm)
Alcathoe là một chi bướm đêm thuộc họ Sesiidae.

## Các loài
- Alcathoe autumnalis  Engelhardt, 1946
- Alcathoe carolinensis  Engelhardt, 1925
- Alcathoe caudata (Harris, 1839)
- Alcathoe pepsioides  Engelhardt, 1925
- Alcathoe verrugo (Druce, 1884)
- Alcathoe altera  Zukowsky, 1936
- Alcathoe cuauhtemoci  Krogmann & Riefenstahl, 2004
- Alcathoe helena (Druce, 1889)
- Alcathoe korites (Druce, 1884)
- Alcathoe leucopyga  Bryk, 1953
- Alcathoe melini  Bryk, 1953